# 라스 비아스 델 아모르
《라스 비아스 델 아모르》(스페인어: Las vías del amor)은 2002년 방영된 멕시코의 텔레노벨라이다.